# Grande terrasse à Palić
La grande terrasse à Palić (en serbe cyrillique : Велика тераса на Палићу ; en serbe latin : Velika terasa na Paliću) est située à Palić, dans la province de Voïvodine, sur le territoire de la Ville de Subotica et dans le district de Bačka septentrionale, en Serbie. Elle est inscrite sur la liste des monuments culturels protégés de la République de Serbie (identifiant no SK 1535).

## Présentation

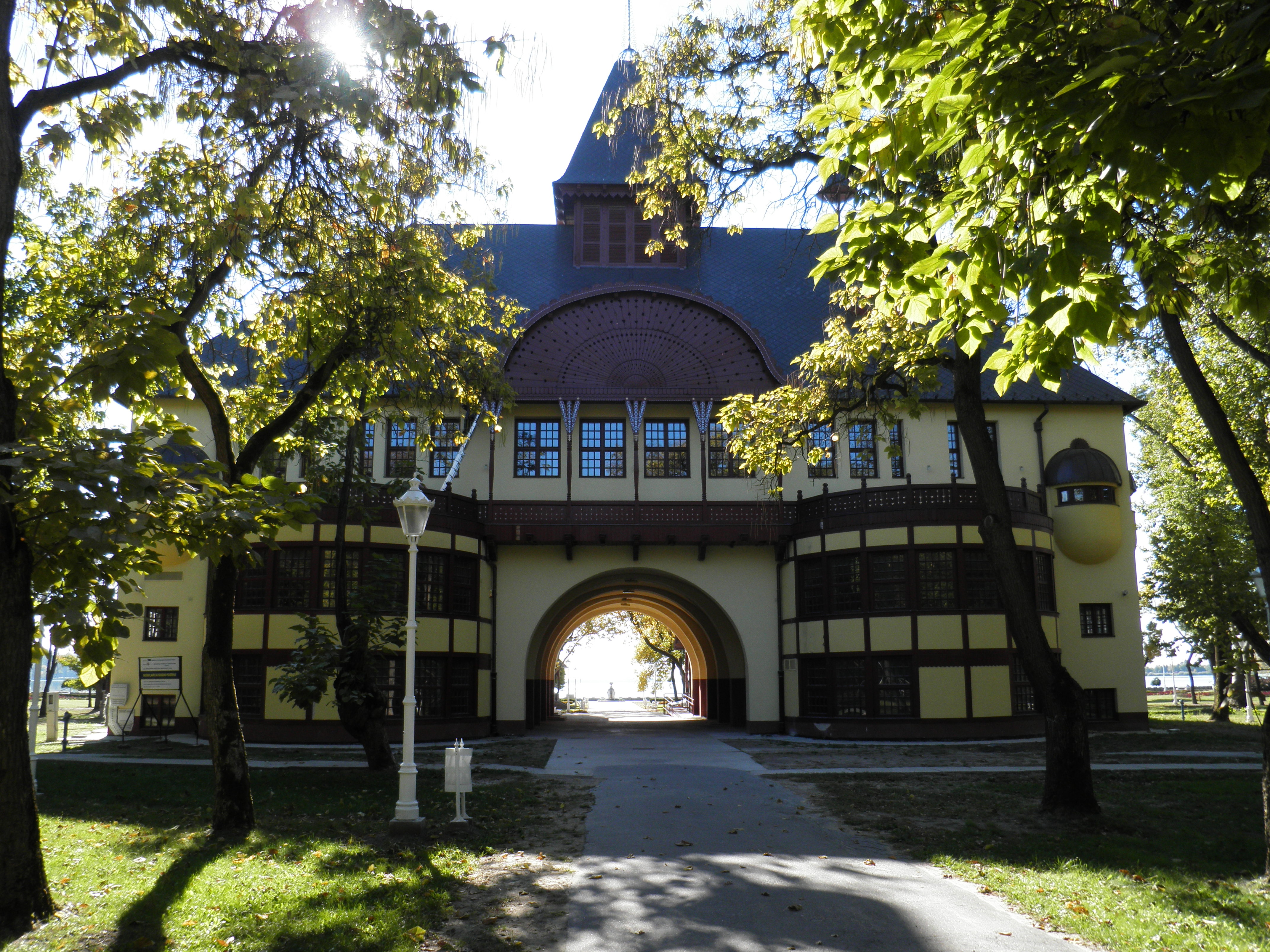
La grande terrasse vue du parc.

La grande terrasse est le bâtiment central de l'ancien spa de Palić. Construit de 1909 à 1912 sur des plans des architectes de Budapest Marcell Komor et Dezső Jakab, il est caractéristique du style de la Sécession hongroise.
L'architecture du bâtiment rappelle l'architecture traditionnelle de la Transylvanie, avec une utilisation abondante du bois et des décorations florales. De base rectangulaire, l'édifice est symétrique, notamment grâce un passage central séparant les ailes ; il est doté d'une terrasse en bois donnant sur le lac et d'une haute toiture ; la façade sur le parc est dominée par deux avancées demi-circulaires en bois décorées de motifs sculptés inspirés du folklore hongrois. L'ensemble est dominé par une tour carrée.